# Aufschlagsspanne
Die Handelsspanne kann als absoluter Betrag (absolute Spanne, Betragsspanne) sowie als relative Prozentzahl (relative Spanne, Prozentspanne) und hier als Aufschlagsspanne (auf den Einstandspreis) oder Abschlagsspanne (vom Verkaufspreis) angegeben werden. Ein Händler kalkuliert beispielsweise auf den Einkaufspreis (netto) von 50,00 EUR 100 % Aufschlag. Dies entspricht einem Verkaufspreis von netto 100,00 EUR (brutto 119,00 EUR). Die Abschlagsspanne hingegen beträgt 50 % (50 % von 100 = 50). (1-((EKnetto * 1.19) / VKbrutto)) * 100 = Spanne in %
```
Warenrohertrag * 100 / durchschn. 
Warenbestand

oder:
100 * Abschlagspanne / 100 - Abschlagspanne
```